# Phelsuma
Genre
Phelsuma est un genre de geckos de la famille des Gekkonidae. Les espèces de ce genre sont appelées Phelsumes ou Geckos diurnes.

## Répartition

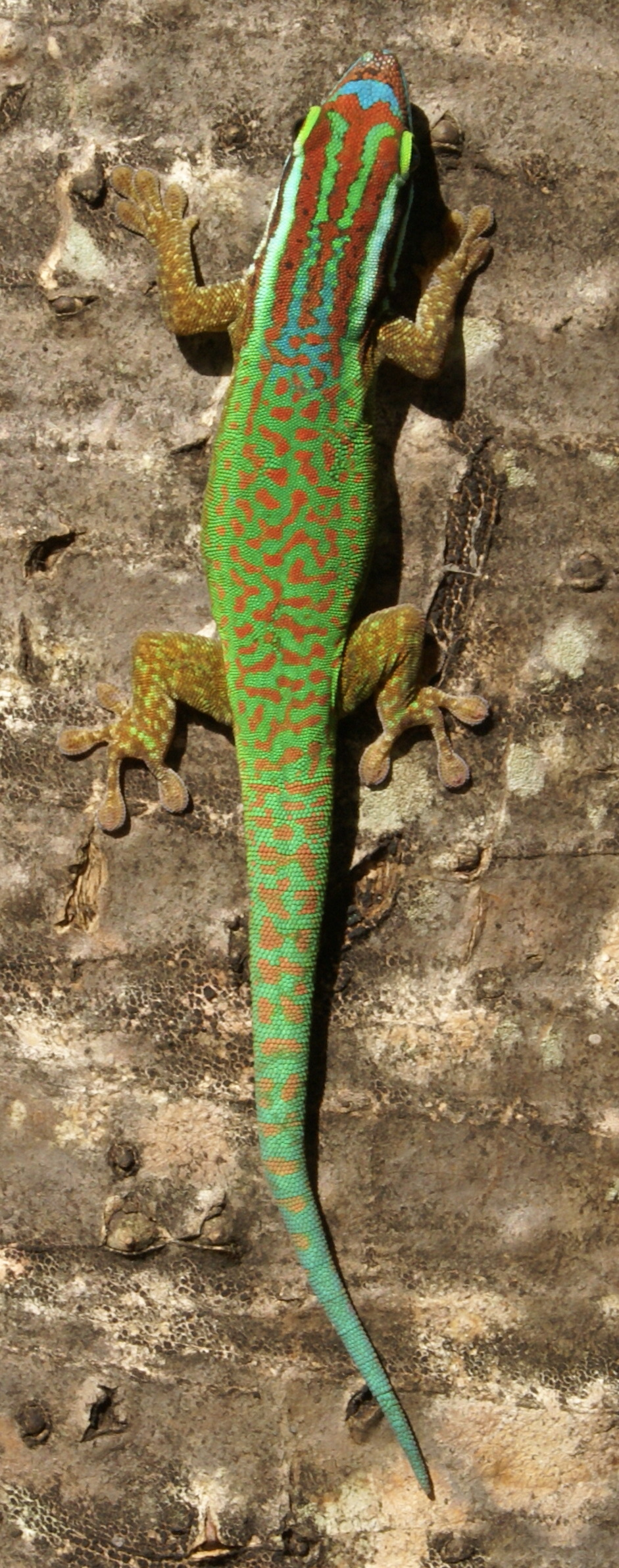
Phelsuma inexpectata

Les 52 espèces de ce genre se rencontrent dans l'océan Indien, de l'Afrique de l'Est aux îles Andaman-et-Nicobar, notamment dans la région de Madagascar.

## Description

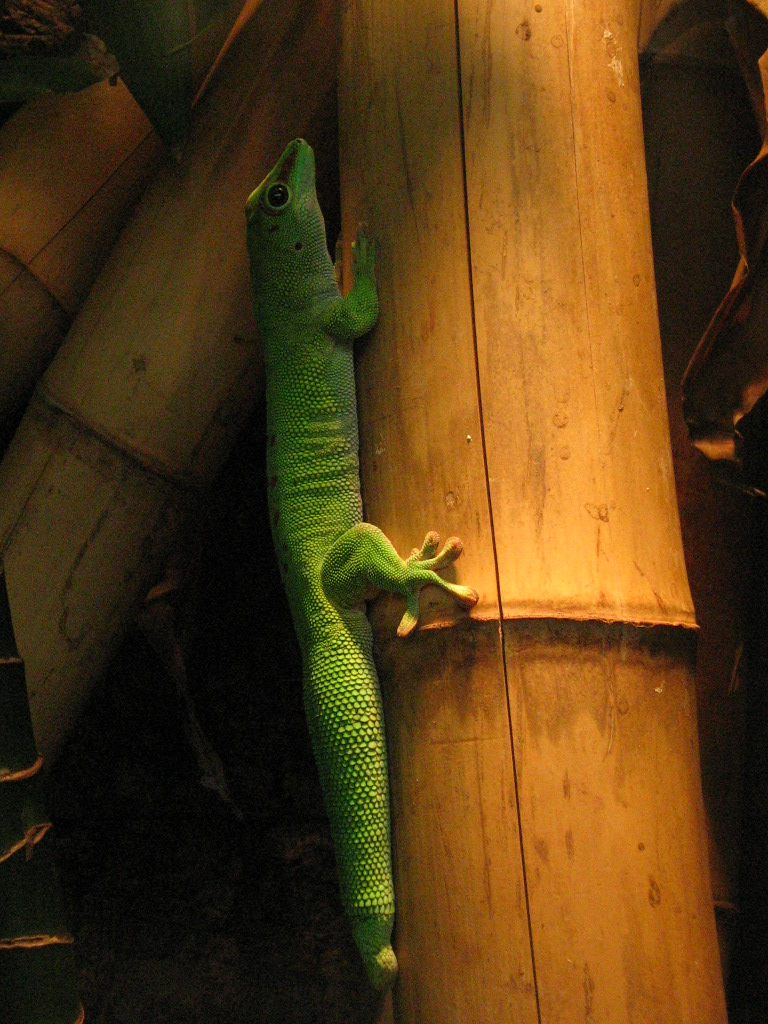
Phelsuma grandis

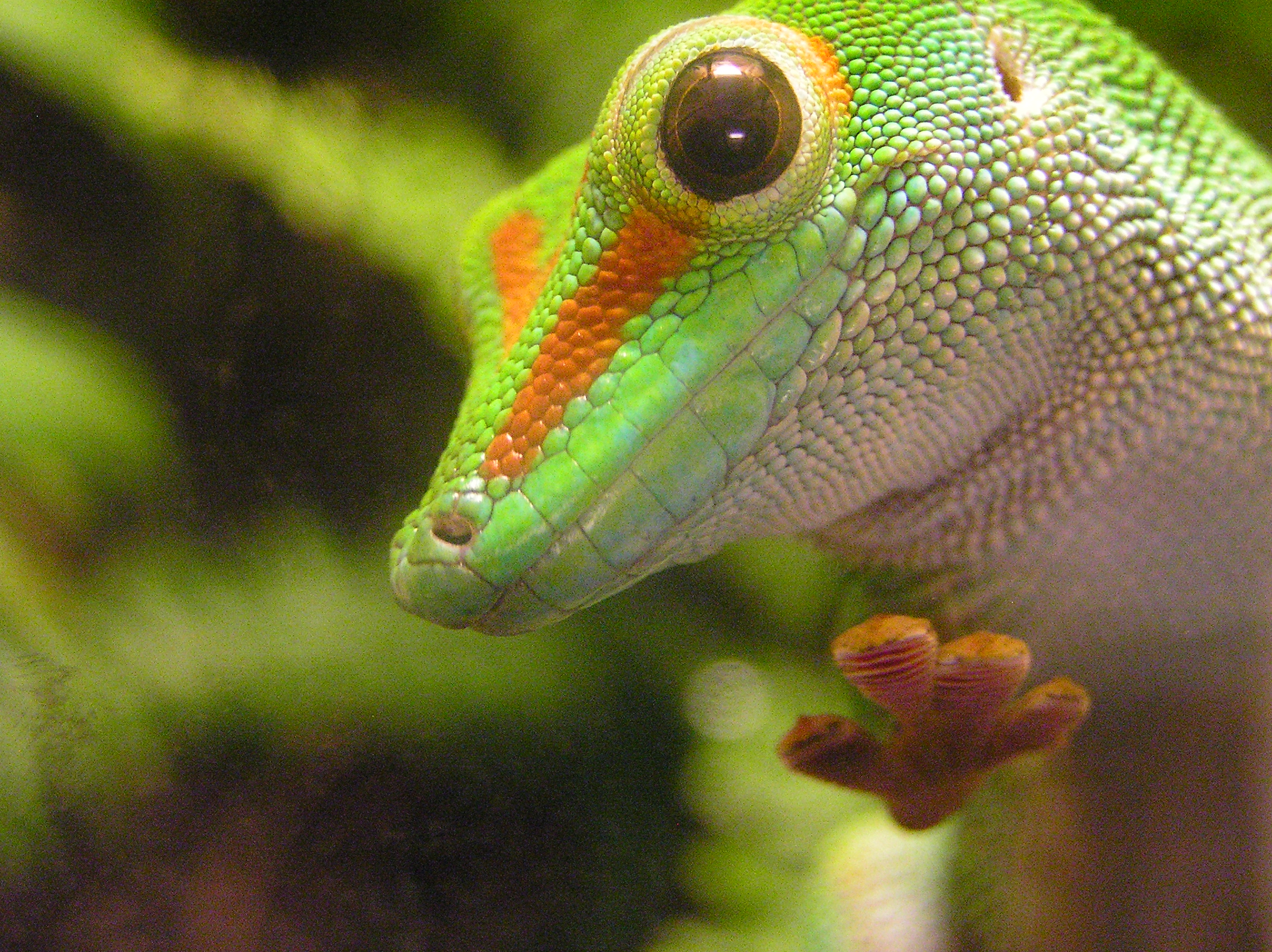
Phelsuma madagascariensis

Les geckos de ce genre sont diurnes avec une pupille ronde, à l'exception de l'espèce Phelsuma guentheri. Ils sont principalement arboricoles (sauf Phelsuma barbouri et Phelsuma ocellata, terrestres), et vivent typiquement dans les forêts chaudes et humides.
Ce sont des animaux de taille moyenne – de 10 à 30 cm, avec un corps généralement potelé, et qui ont des couleurs souvent très vives, à base généralement verte avec des points ou lignes bleus, rouges, noirs…
Ils sont insectivores mais beaucoup apprécient également les nectars de fruits.
Ils présentent une particularité par rapport aux autres geckos : la présence de sacs endolymphatiques sous le cou. Ces sacs contiennent du carbonate de calcium et servent de réserve pour la régulation du calcium, surtout chez les femelles en gestation (pour produire la coquille des œufs).

## Liste des espèces
Selon The Reptile Database (25 avril 2014) : 
- Phelsuma abbotti Stejneger, 1893
- Phelsuma andamanense Blyth, 1861
- Phelsuma antanosy Raxworthy & Nussbaum, 1993
- Phelsuma astriata Tornier, 1901
- Phelsuma barbouri Loveridge, 1942
- Phelsuma berghofi Krüger, 1996
- Phelsuma borai Glaw, Köhler & Vences, 2009
- Phelsuma borbonica Mertens, 1966 - Gecko vert des Hauts
- Phelsuma breviceps Boettger, 1894
- Phelsuma cepediana (Milbert, 1812) - Gecko diurne à queue bleue
- Phelsuma comorensis Boettger, 1913
- Phelsuma dorsivittata Mertens, 1964
- Phelsuma dubia (Boettger, 1881)
- Phelsuma edwardnewtoni Vinson & Vinson, 1969 - Gecko diurne de Rodrigues
- Phelsuma flavigularis Mertens, 1962
- Phelsuma gigas Liénard, 1842
- Phelsuma gouldi Crottini, Gehring, Glaw, Harris, Lima & Vences, 2011
- Phelsuma grandis Gray, 1870
- Phelsuma guentheri Boulenger, 1885 - Phelsume de Günther
- Phelsuma guimbeaui Mertens, 1963
- Phelsuma guttata Kaudern, 1922
- Phelsuma hielscheri Rösler, Obst & Seipp, 2001
- Phelsuma hoeschi Berghof & Trautmann, 2009
- Phelsuma inexpectata Mertens, 1966 - Lézard vert de Manapany
- Phelsuma kely Schönecker, Bach & Glaw, 2004
- Phelsuma klemmeri Seipp, 1991
- Phelsuma kochi Mertens, 1954
- Phelsuma laticauda (Boettger, 1880)
- Phelsuma lineata Gray, 1842
- Phelsuma madagascariensis Gray, 1831
- Phelsuma malamakibo Nussbaum, Raxworthy, Raselimanana & Ramanamanjato, 2000
- Phelsuma masohoala Raxworthy & Nussbaum, 1994
- Phelsuma modesta Mertens, 1970
- Phelsuma mutabilis (Grandidier, 1869)
- Phelsuma nigristriata Meier, 1984
- Phelsuma ornata Gray, 1825
- Phelsuma parkeri Loveridge, 1941
- Phelsuma parva Meier, 1983
- Phelsuma pasteuri Meier, 1984
- Phelsuma pronki Seipp, 1994
- Phelsuma pusilla Mertens, 1964
- Phelsuma quadriocellata (Peters, 1883)
- Phelsuma ravenala Raxworthy, Ingram, Rabibisoa & Pearson, 2007
- Phelsuma robertmertensi Meier, 1980
- Phelsuma roesleri Glaw, Gehring, Köhler, Franzen & Vences, 2010
- Phelsuma rosagularis Vinson & Vinson, 1963
- Phelsuma seippi Meier, 1987
- Phelsuma serraticauda Mertens, 1963
- Phelsuma standingi Methuen & Hewitt, 1913
- Phelsuma sundbergi Rendahl, 1939
- Phelsuma v-nigra Boettger, 1913
- Phelsuma vanheygeni Lerner, 2004

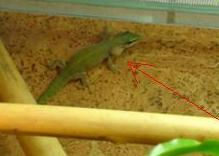
Phelsuma abbotti
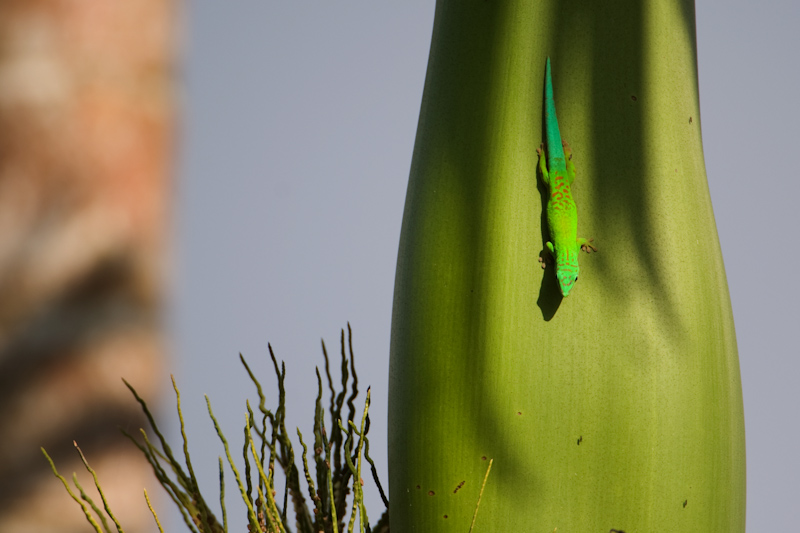
Phelsuma andamanense
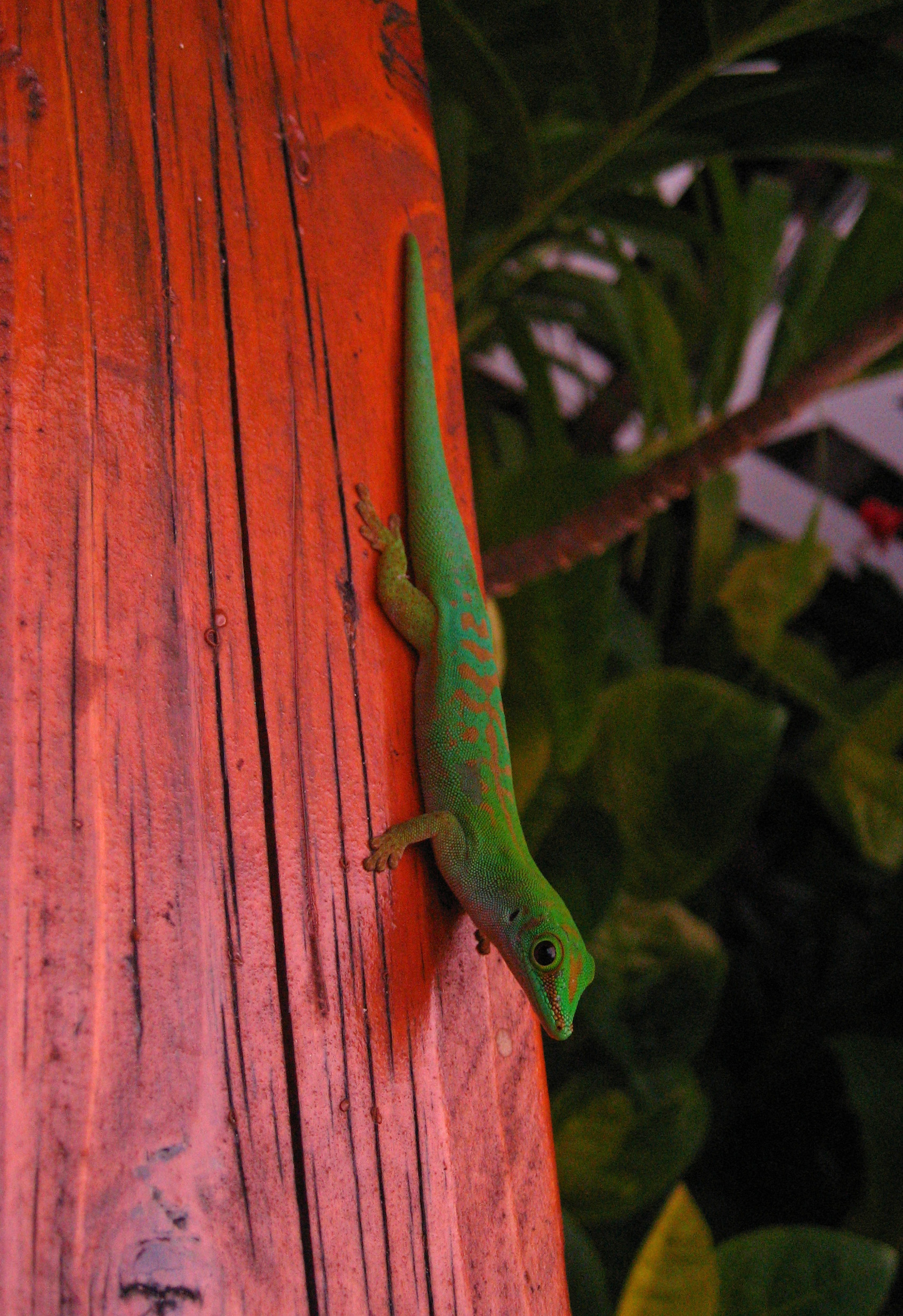
Phelsuma astriata
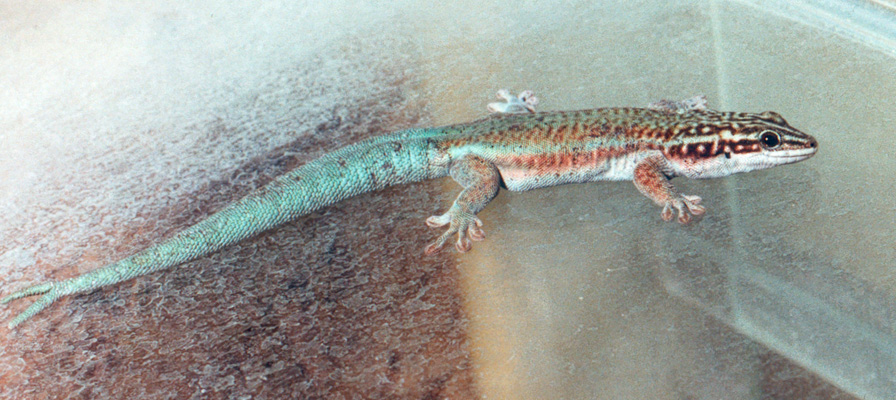
Phelsuma barbouri
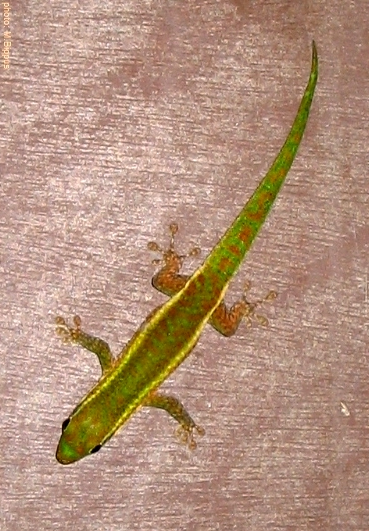
Phelsuma borbonica
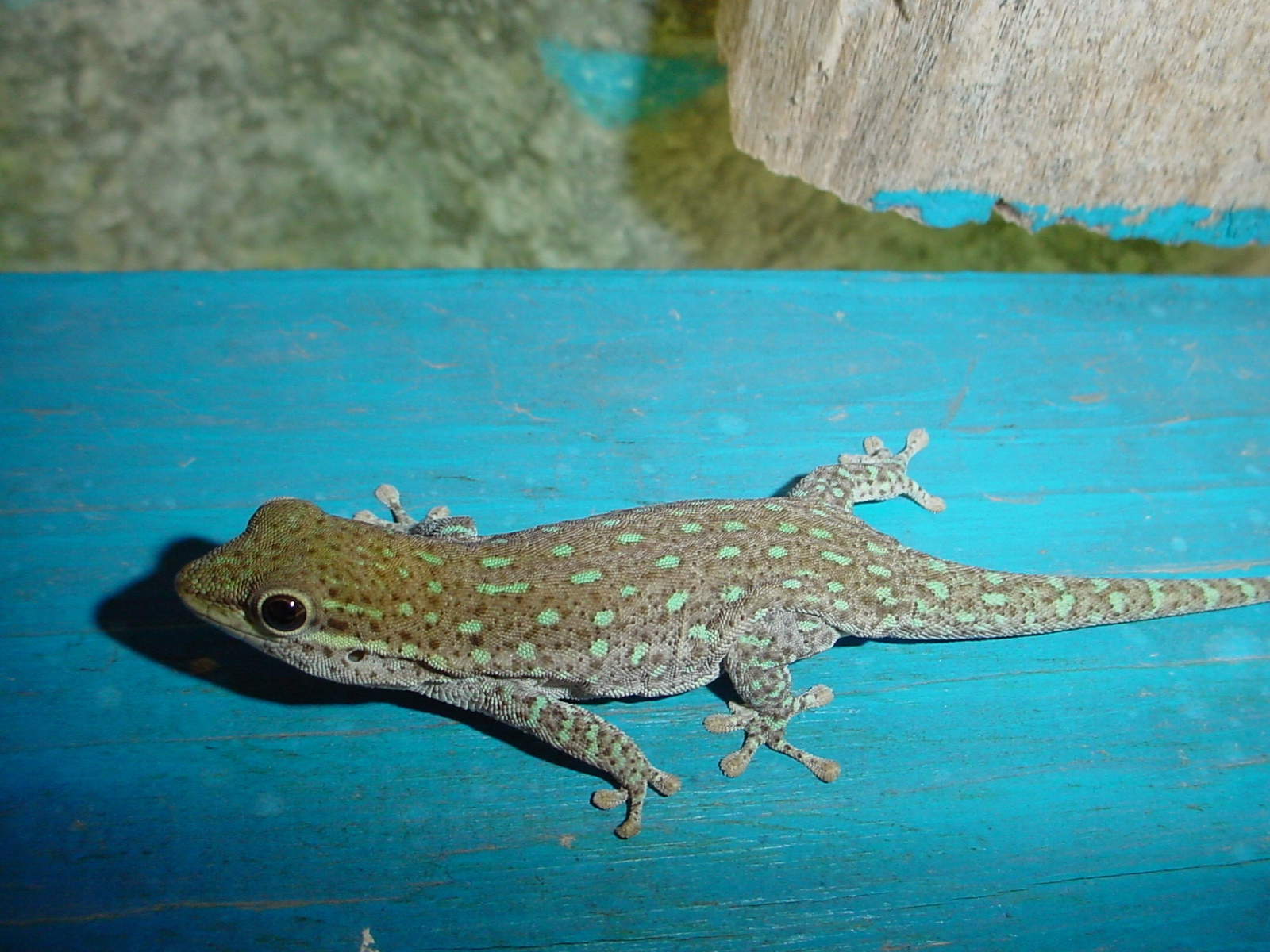
Phelsuma breviceps
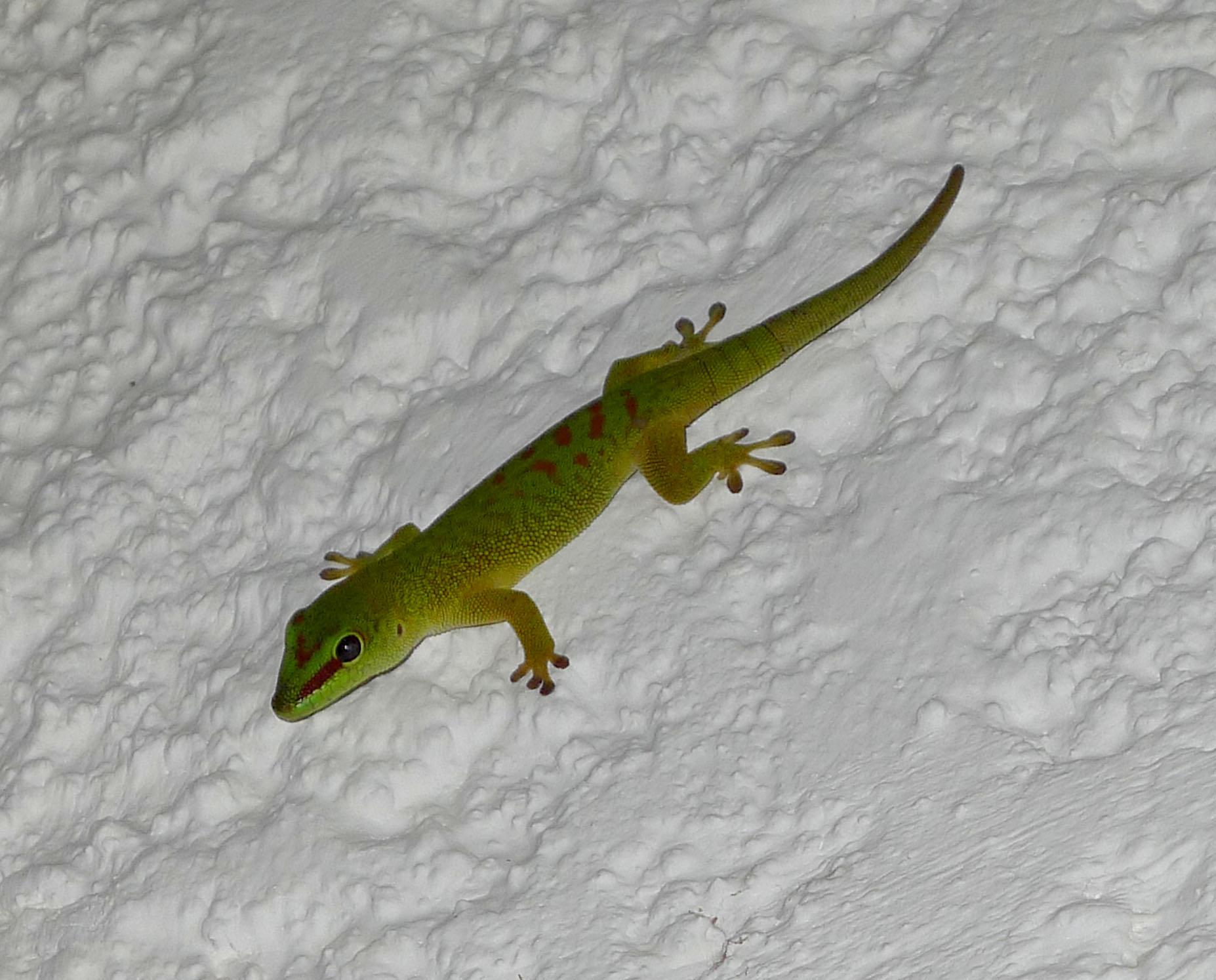
Phelsuma cepediana
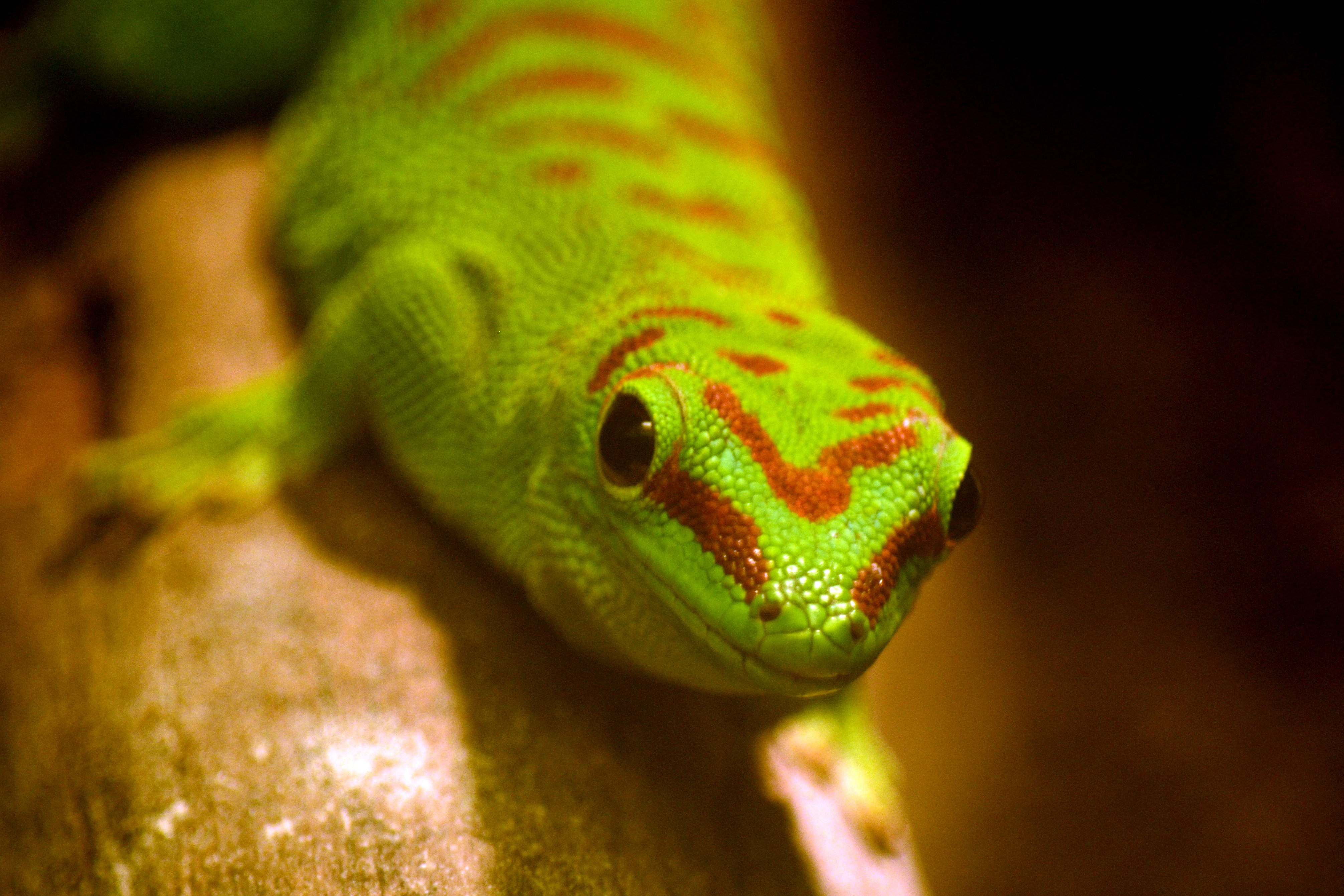
Phelsuma dubia
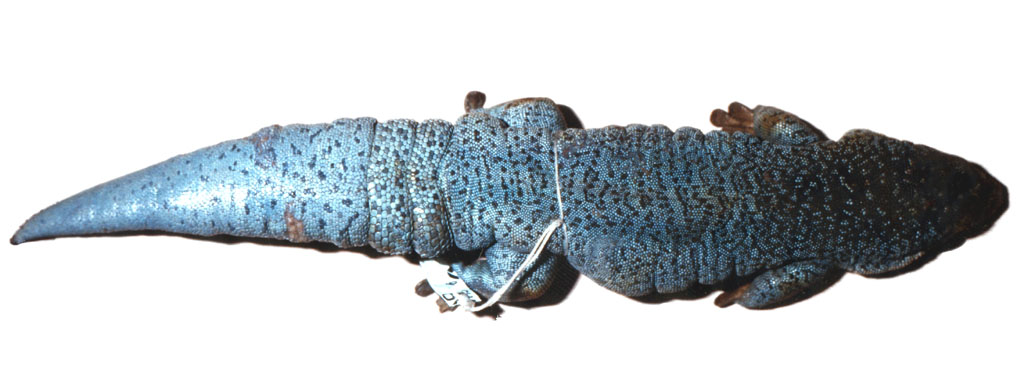
Phelsuma edwardnewtoni
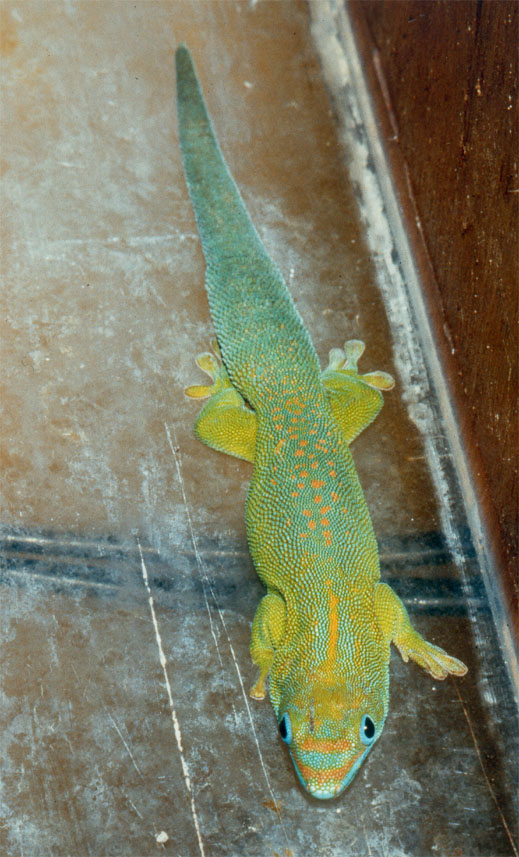
Phelsuma flavigularis
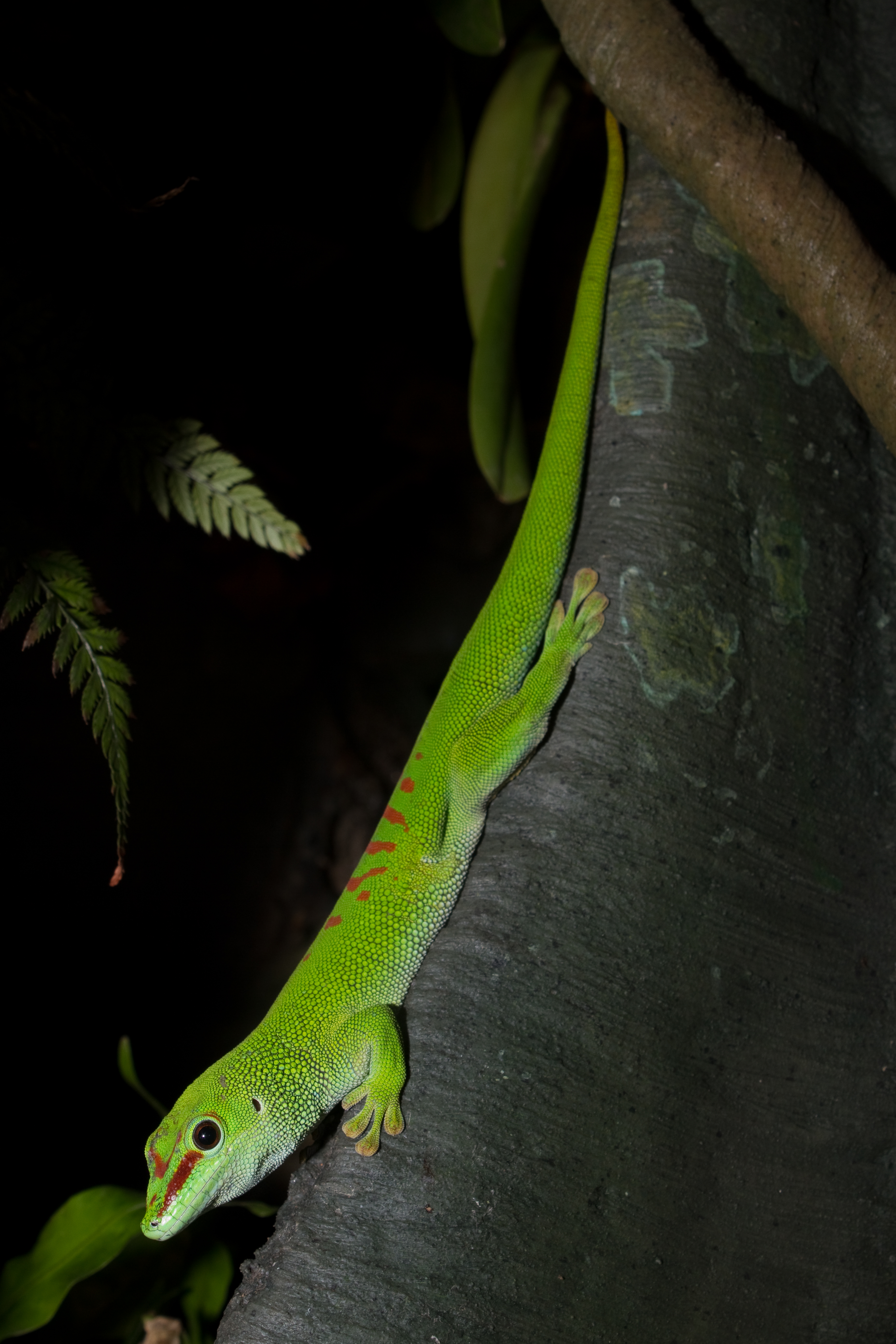
Phelsuma grandis
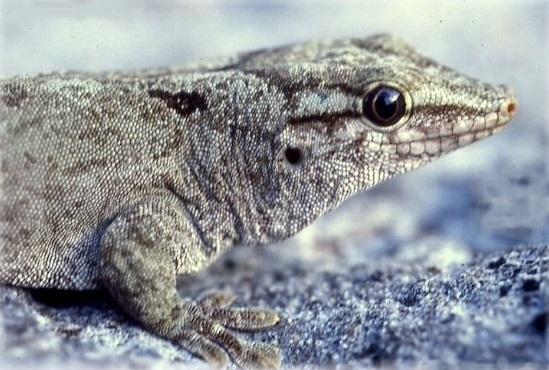
Phelsuma guentheri
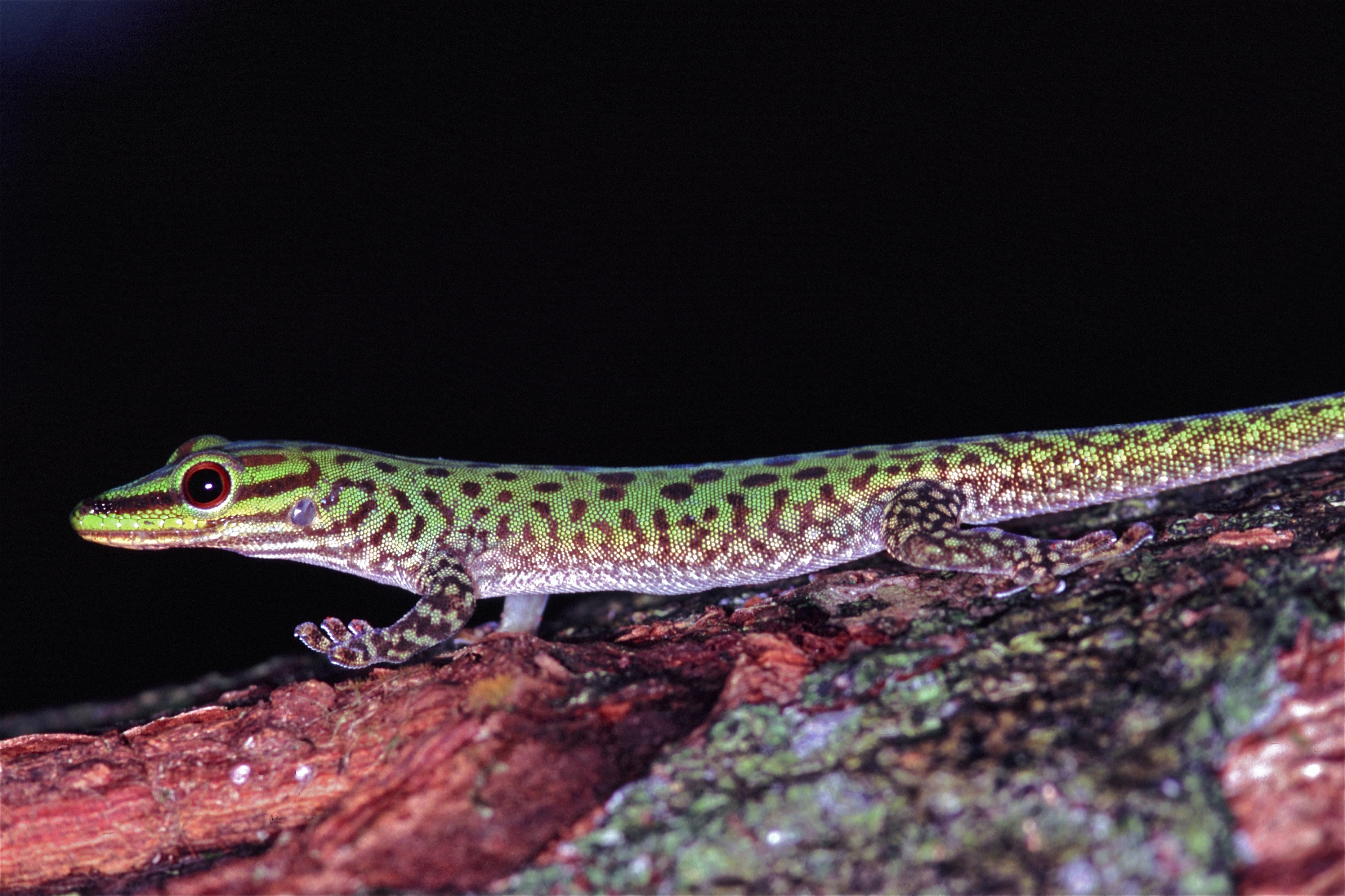
Phelsuma guttata
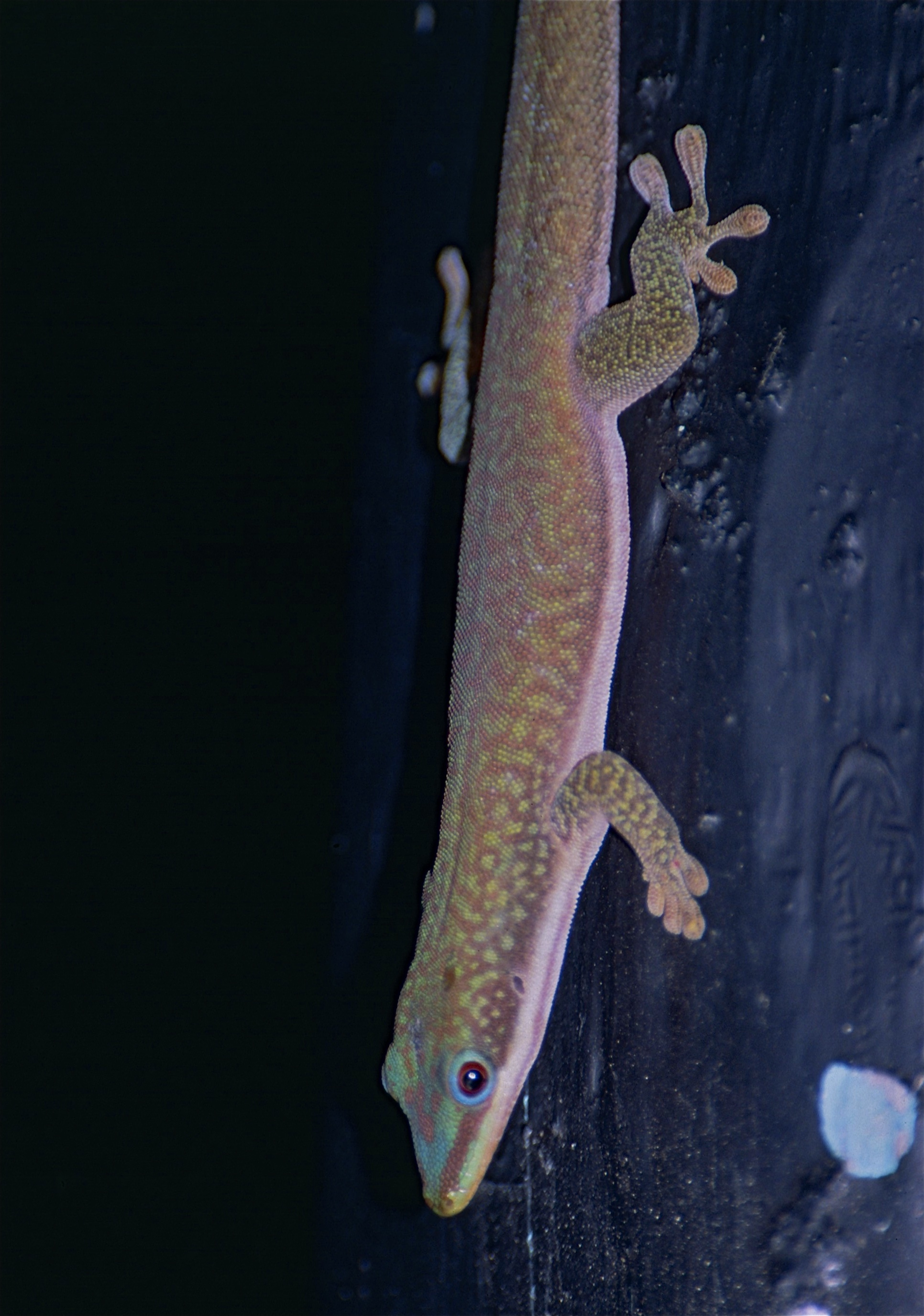
Phelsuma hielscheri
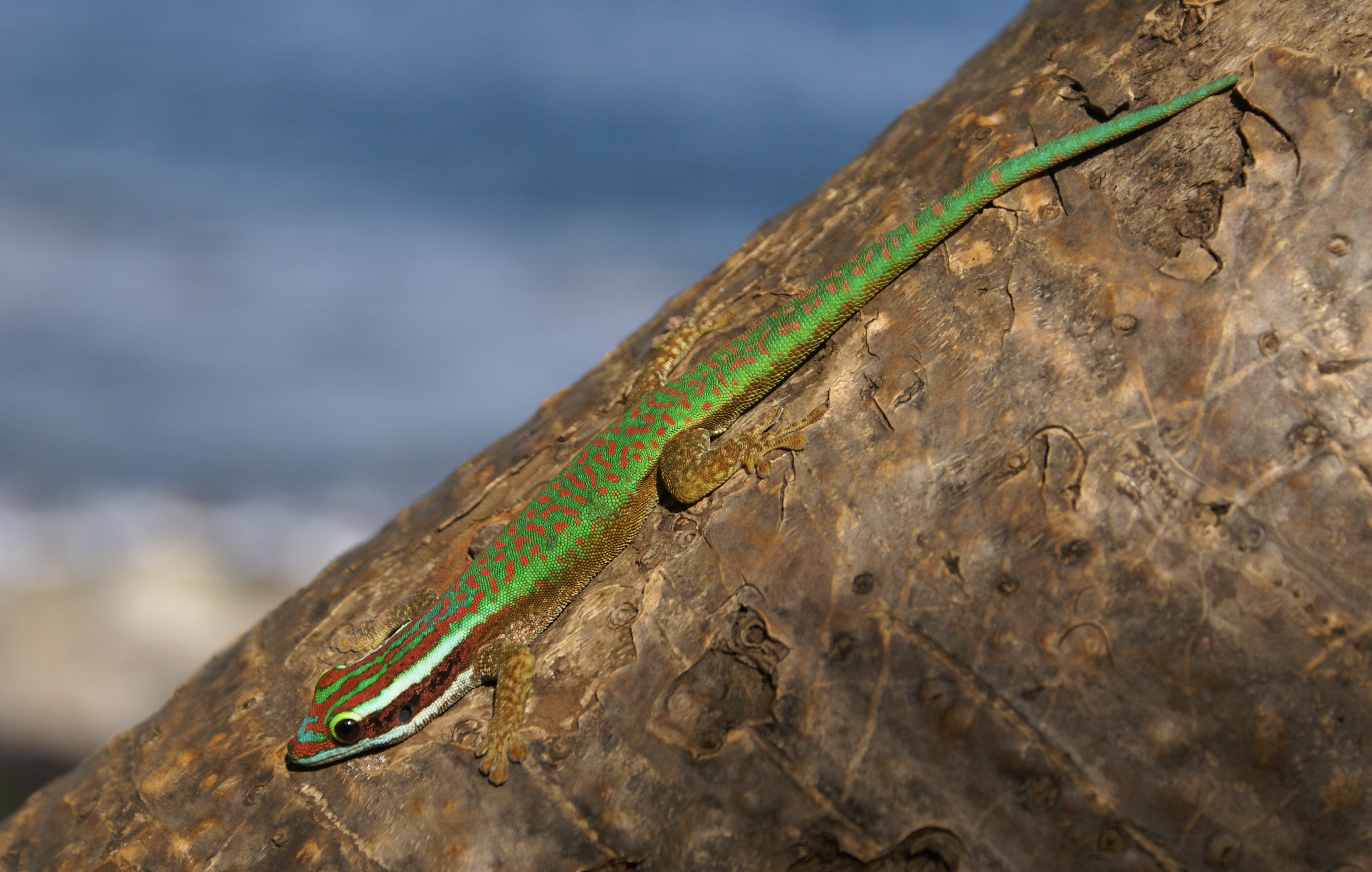
Phelsuma inexpectata
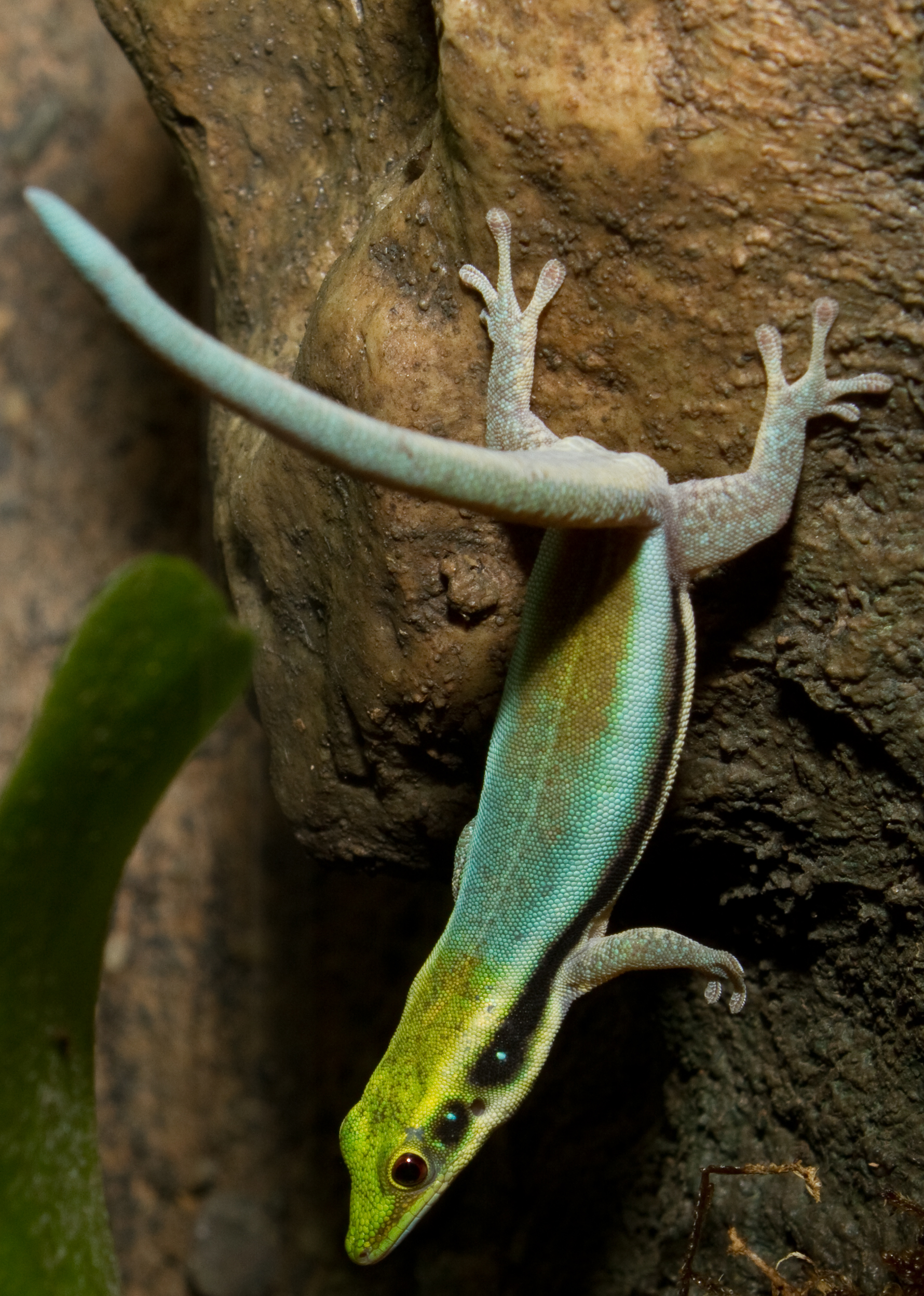
Phelsuma klemmeri
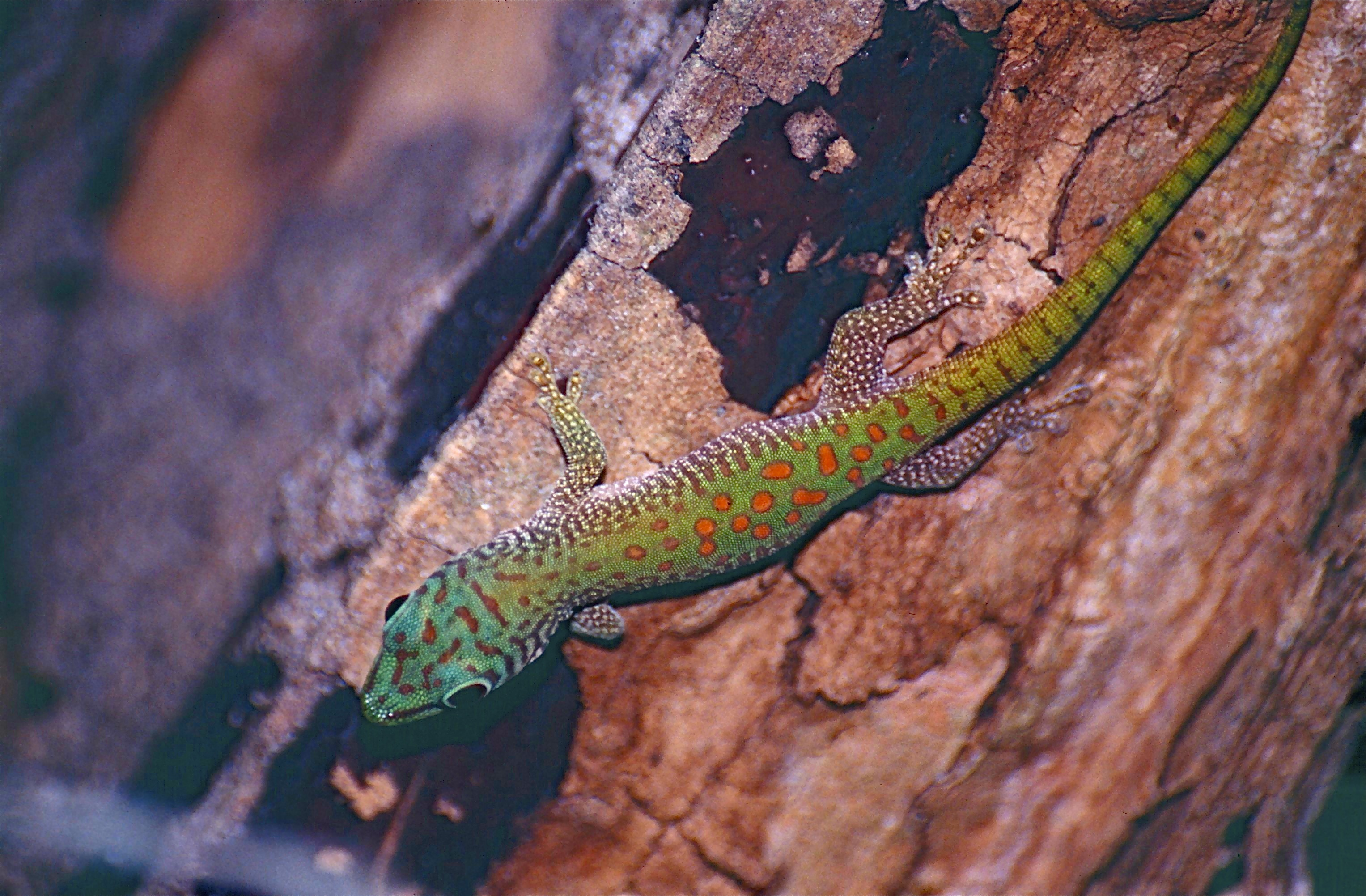
Phelsuma kochi
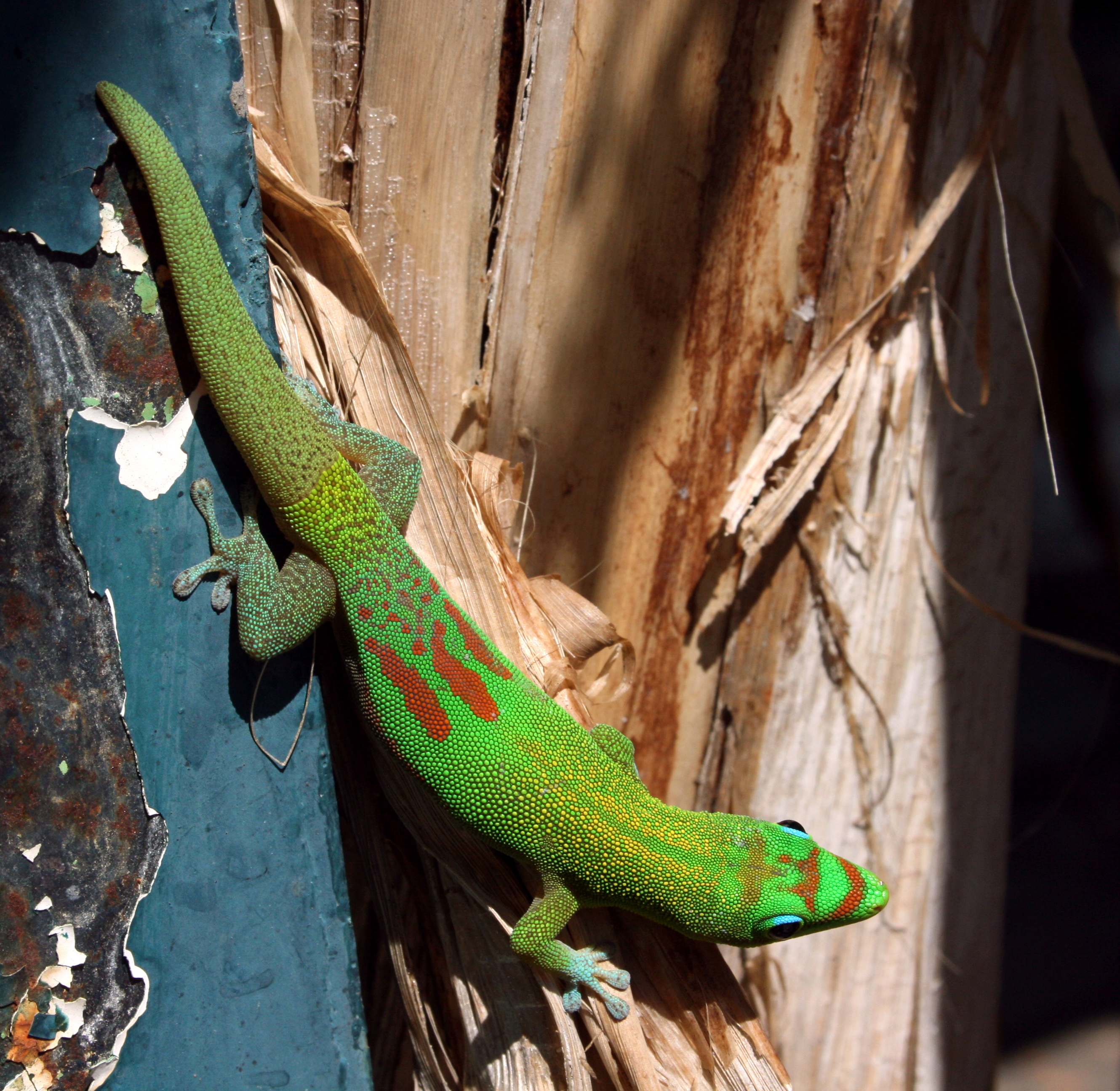
Phelsuma laticauda
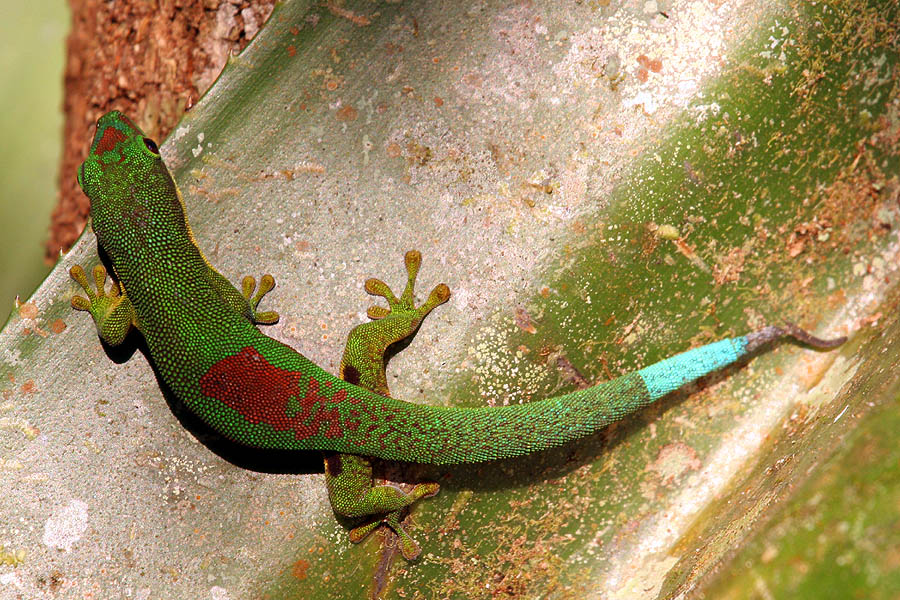
Phelsuma lineata
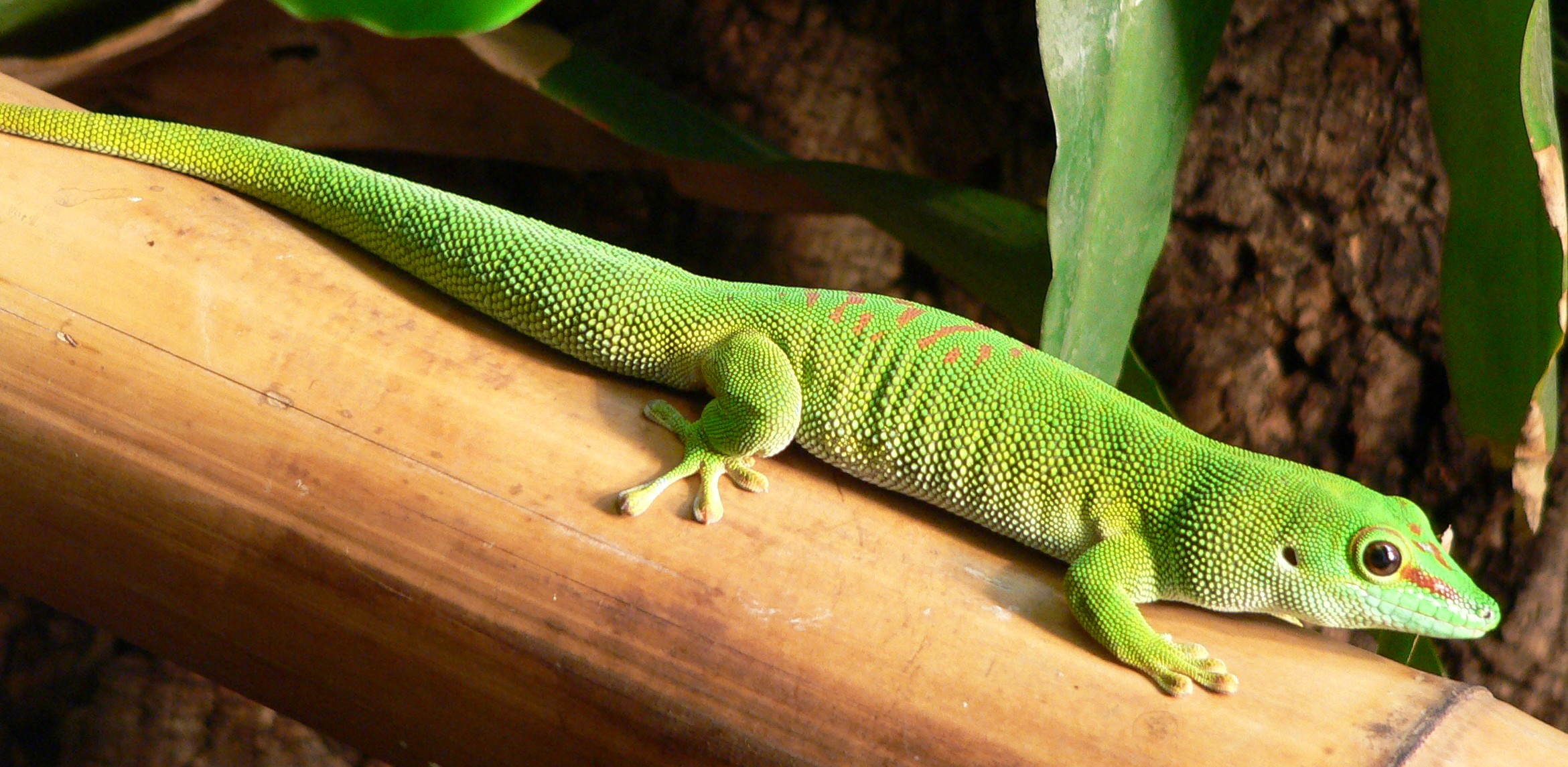
Phelsuma madagascariensis
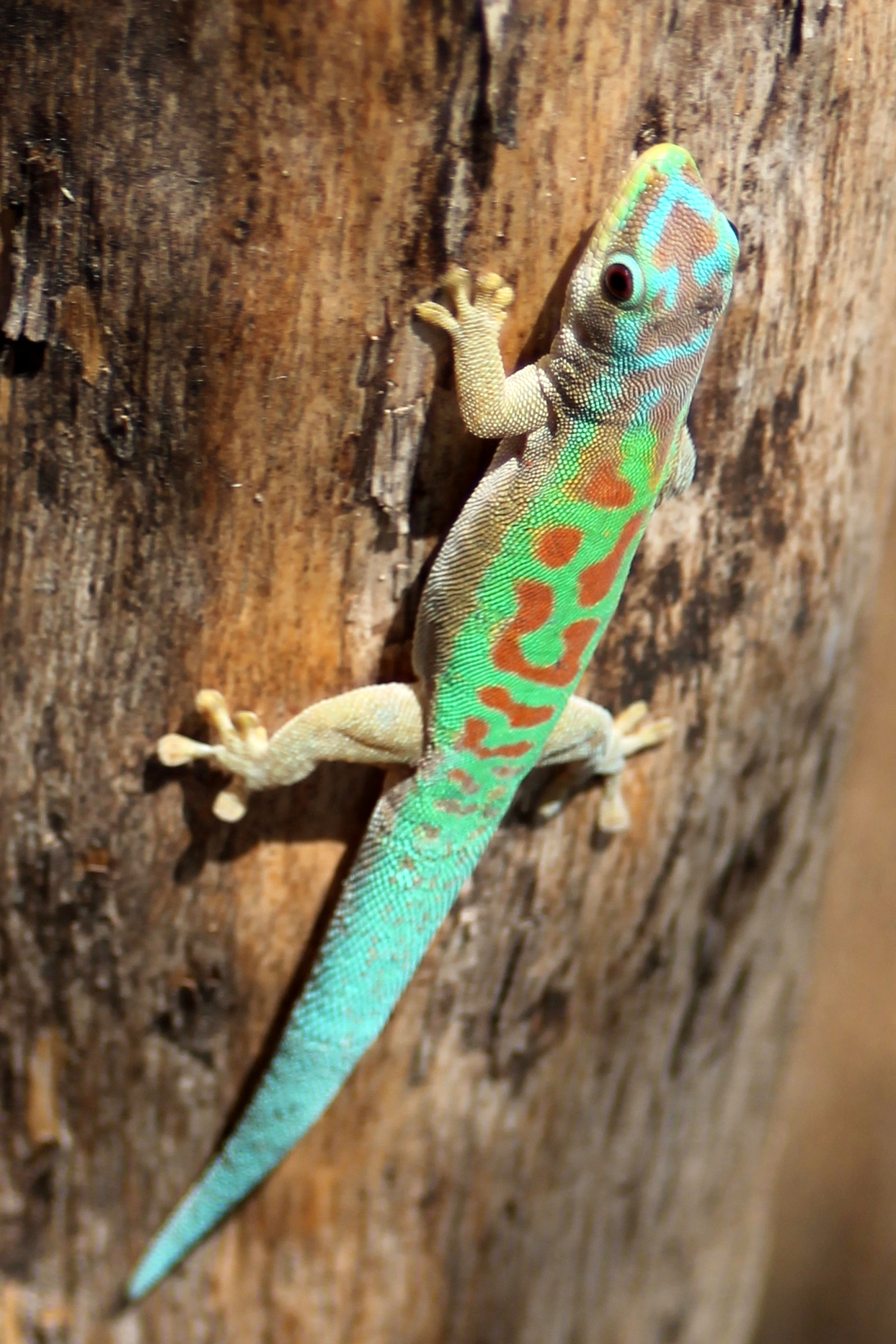
Phelsuma modesta
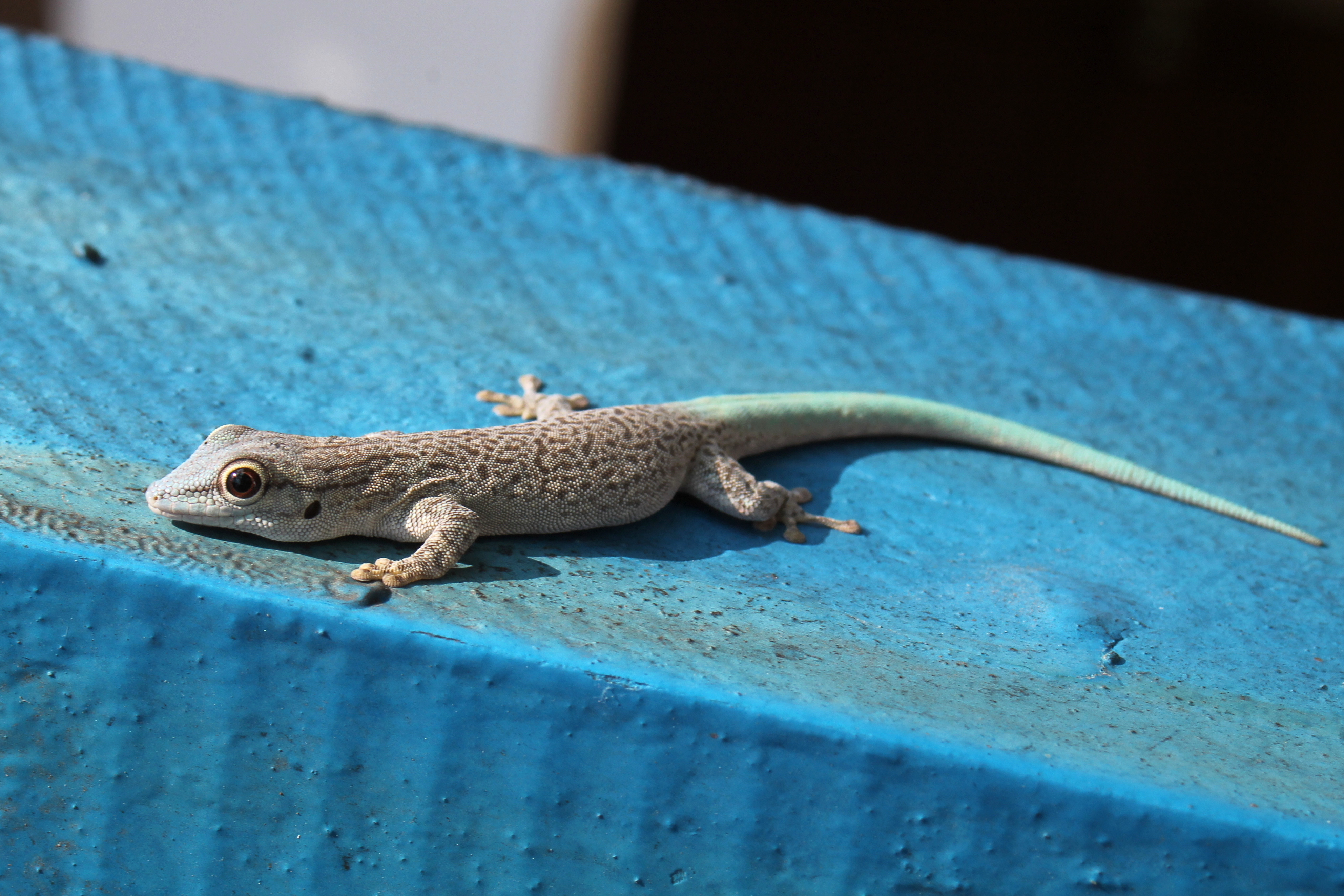
Phelsuma mutabilis
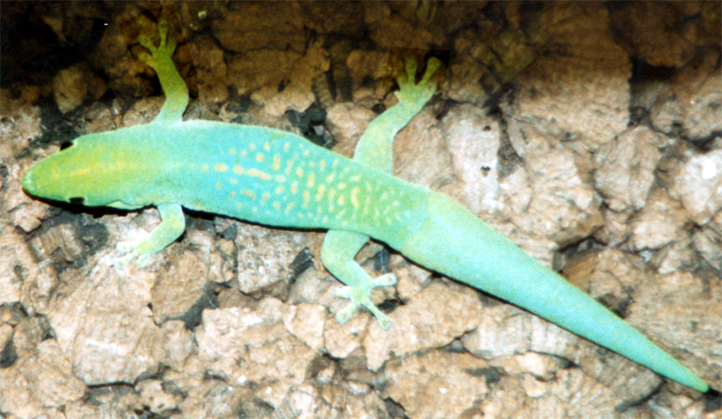
Phelsuma nigra
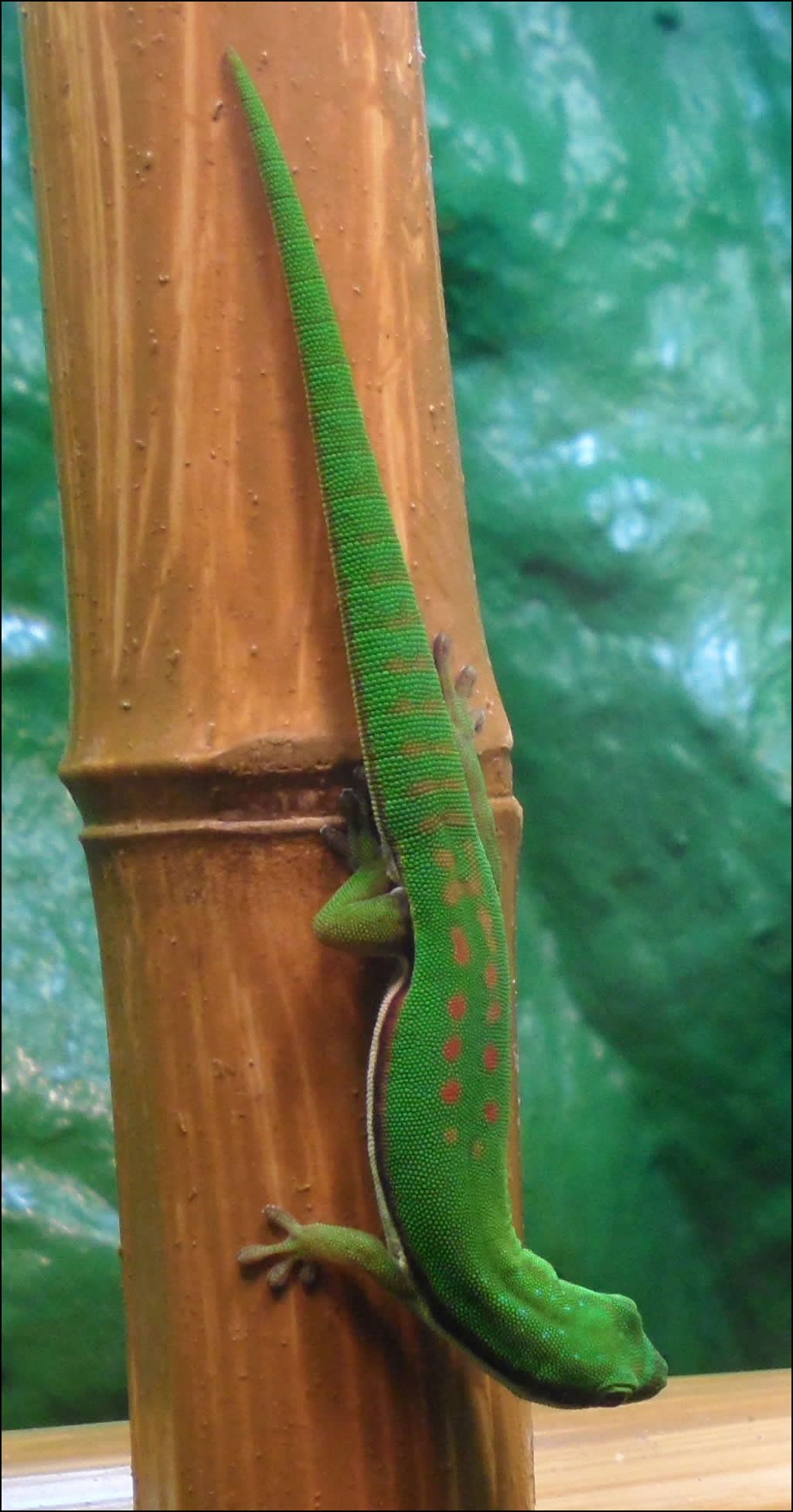
Phelsuma nigristriata
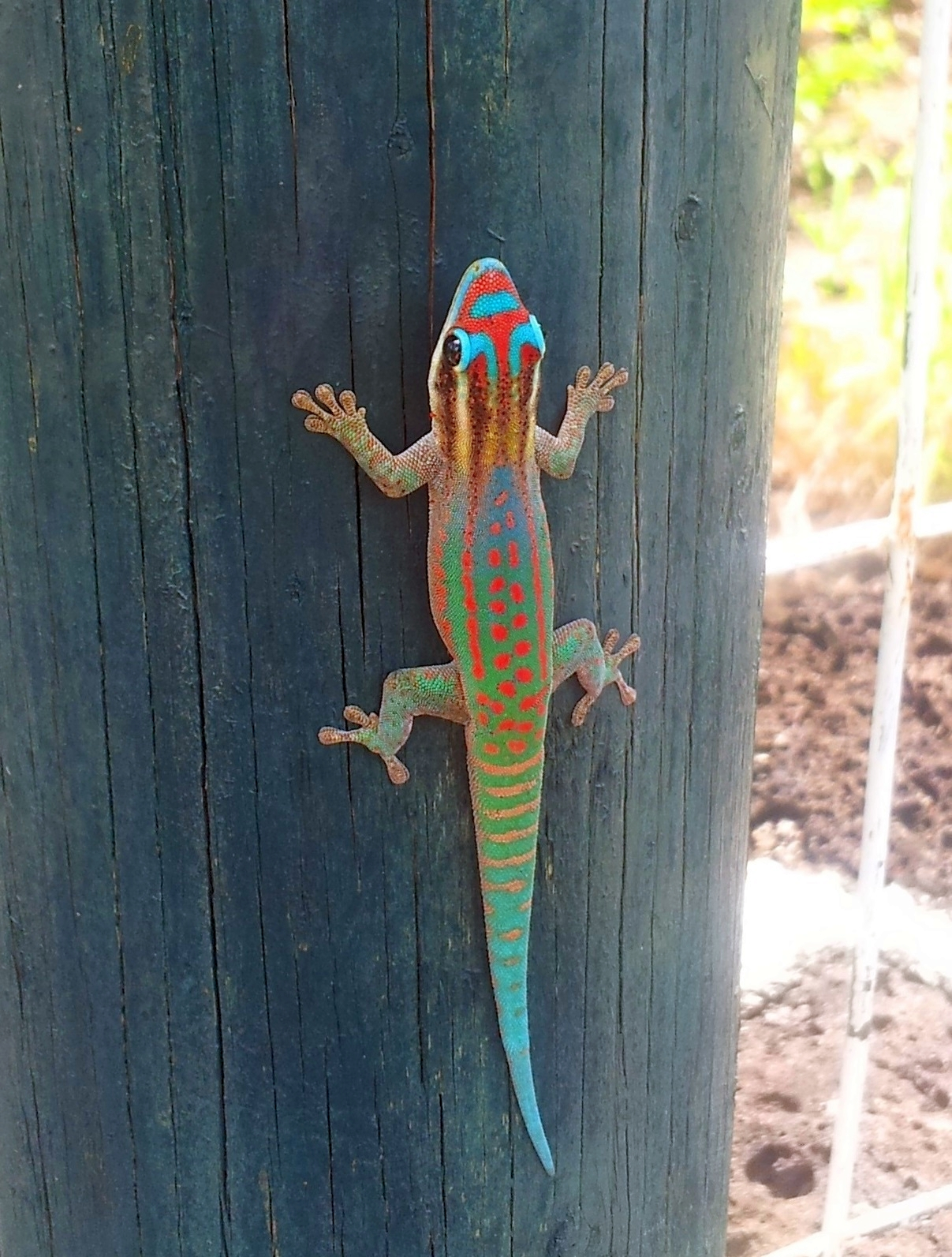
Phelsuma ornata
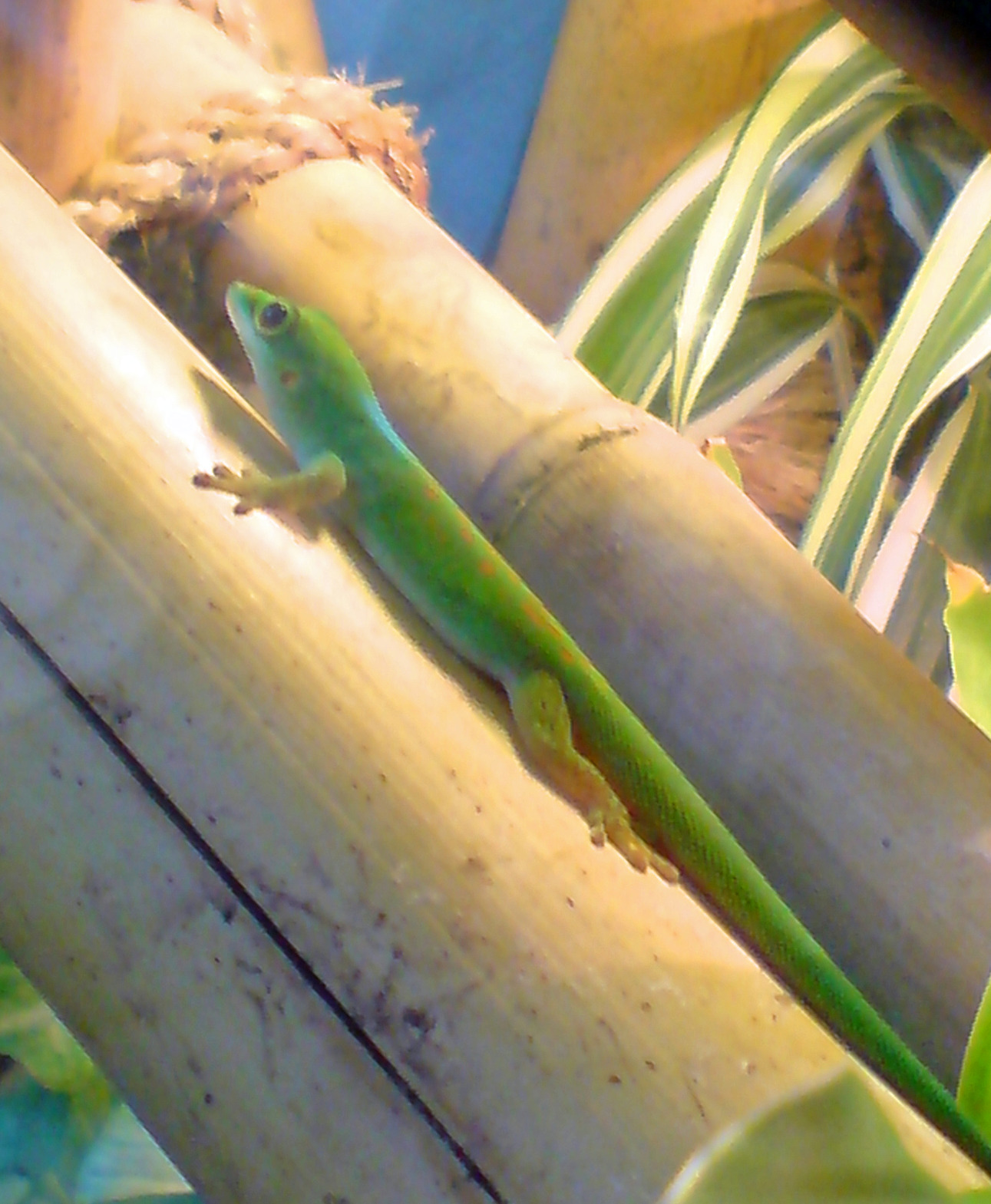
Phelsuma pasteuri
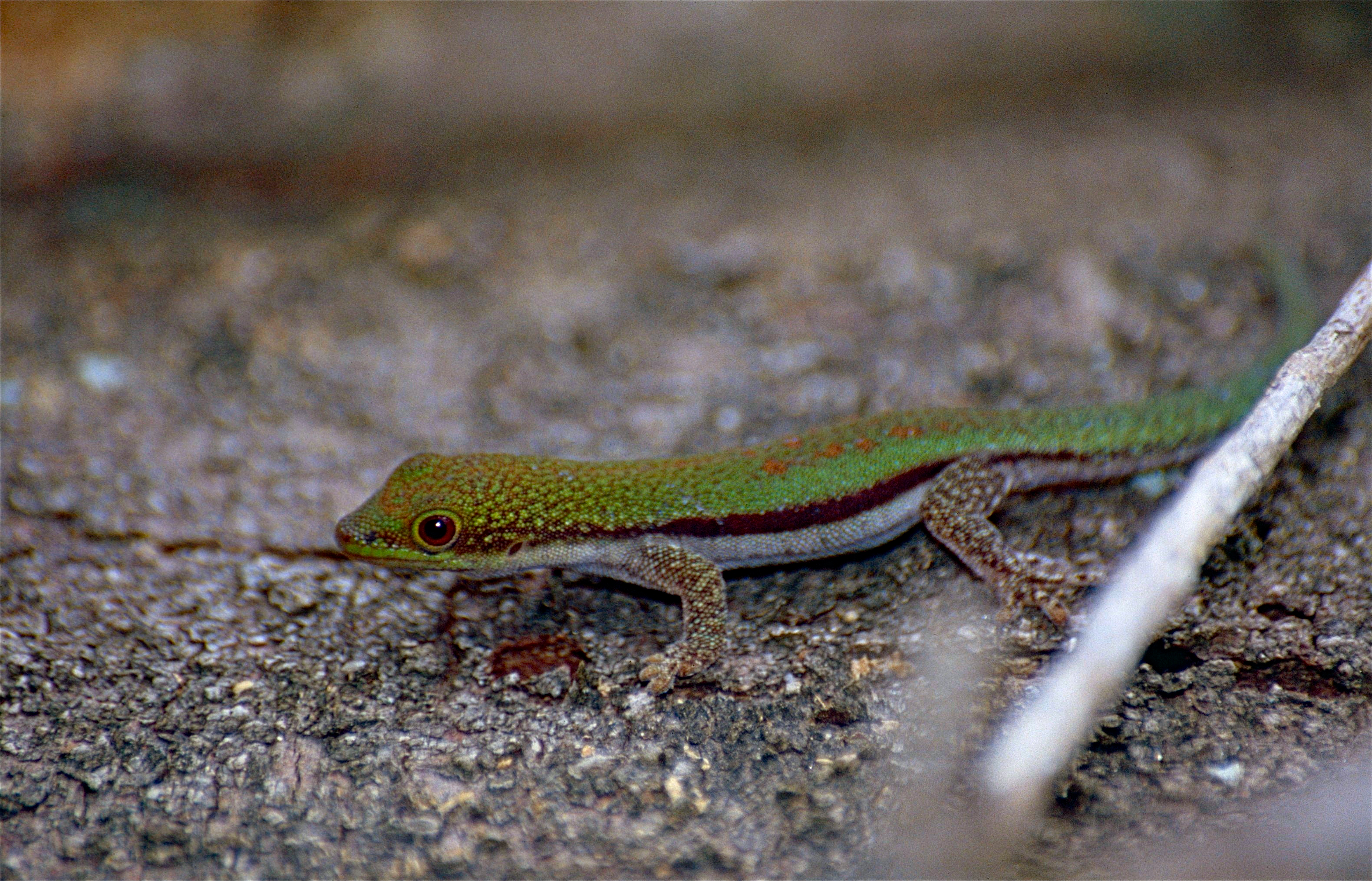
Phelsuma pusilla
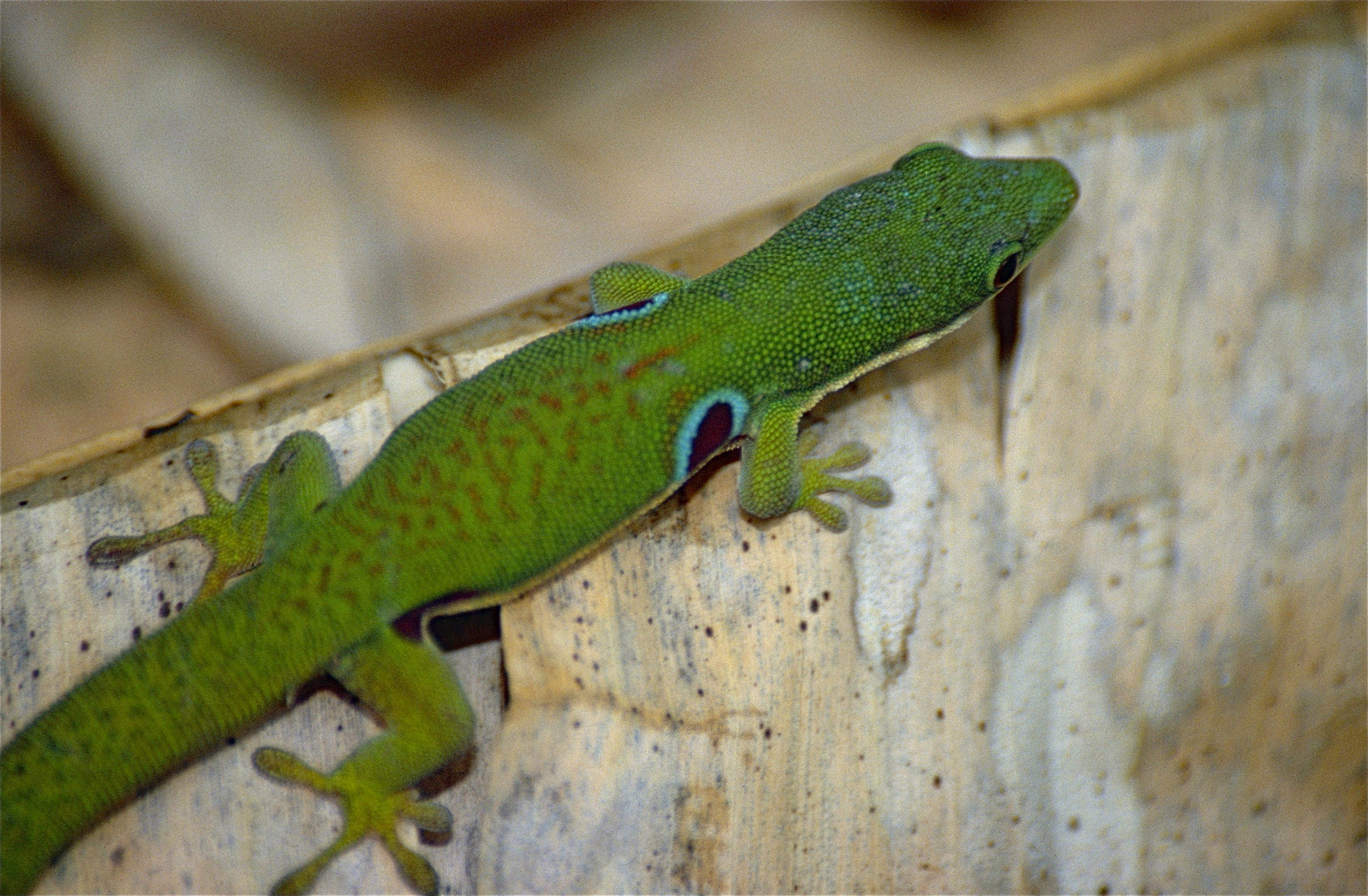
Phelsuma quadriocellata
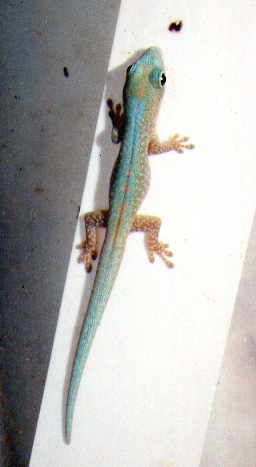
Phelsuma robertmertensi
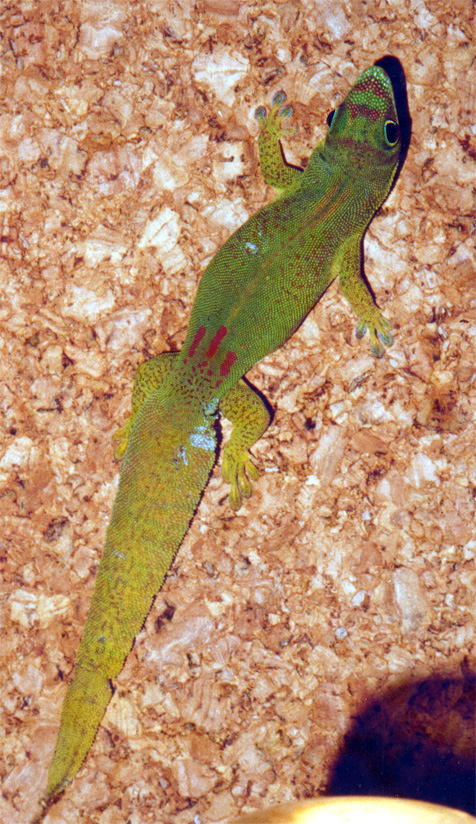
Phelsuma serraticauda
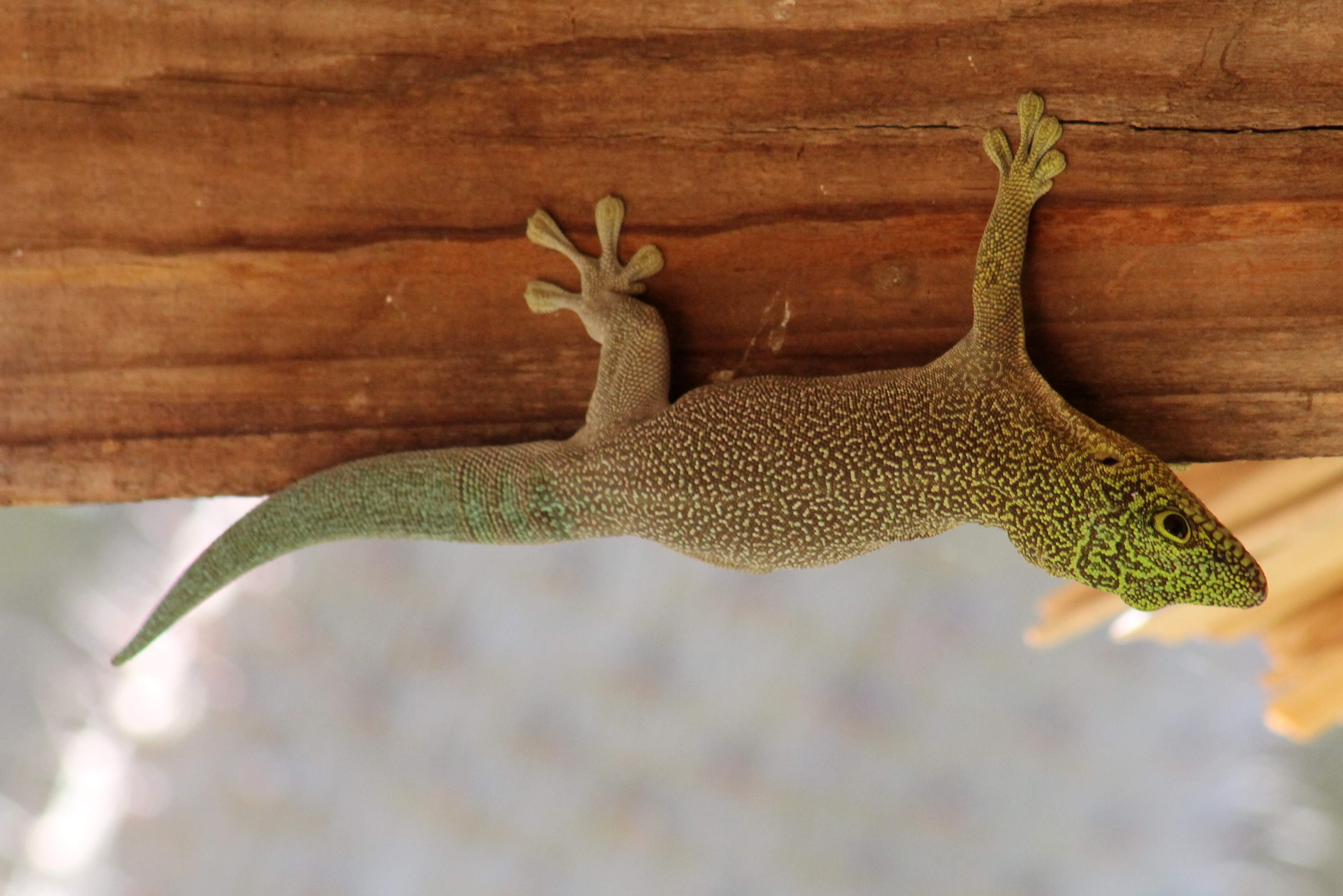
Phelsuma standingi
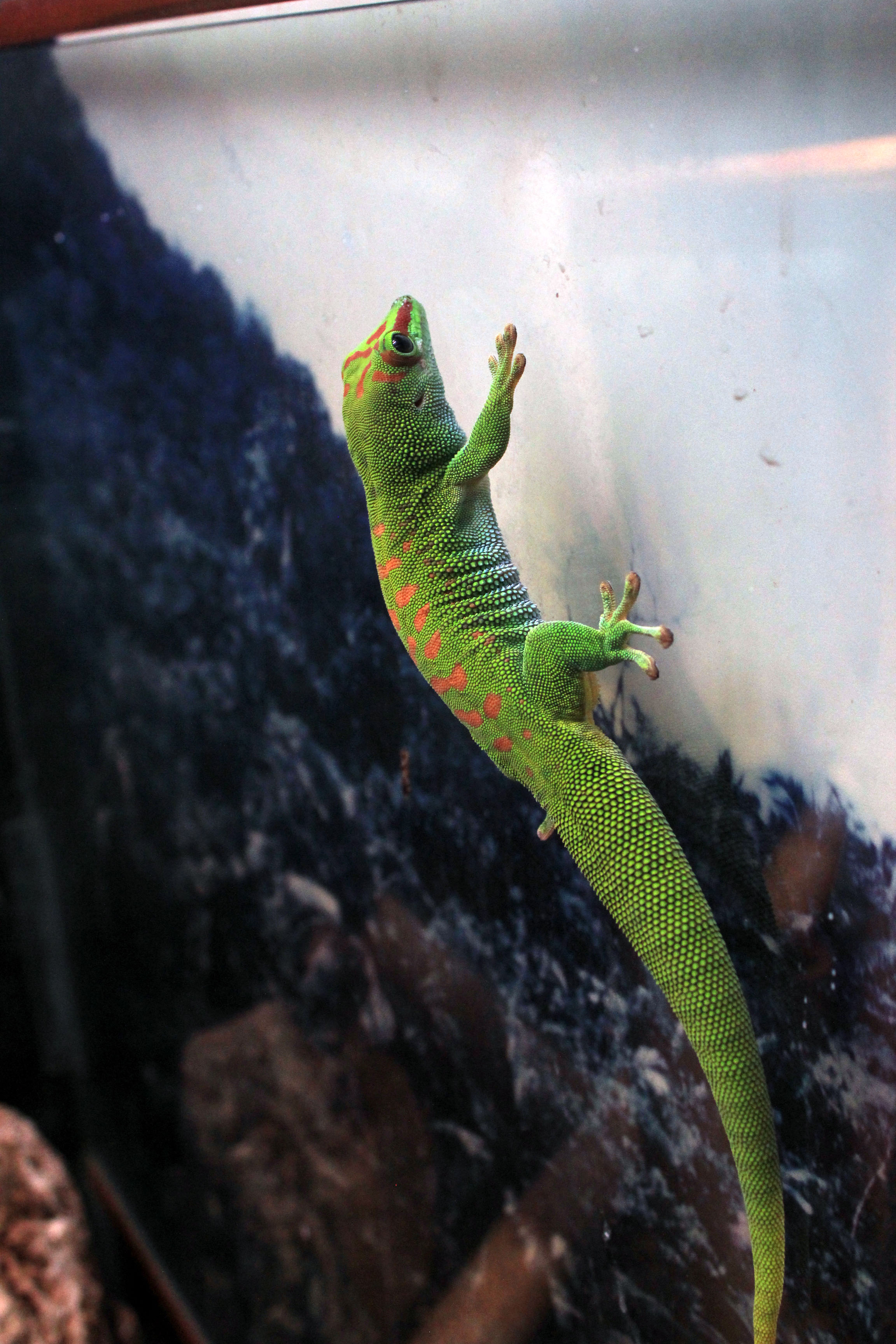
Phelsuma sundbergi

## Protection
Toutes les espèces de ce genre sont placées en annexe II de la convention CITES sauf Phelsuma guentheri qui est en annexe I. Pour la France, des lois locales protègent intégralement les espèces présentes sur le territoire français, à savoir Phelsuma borbonica, Phelsuma inexpectata et Phelsuma ornata.

## Publication originale
- Gray, 1825 : A synopsis of the genera of reptiles and Amphibia, with a description of some new species. Annals of Philosophy, London, sér. 2, vol. 10, p. 193–217 (texte intégral).